# Deutzia crenata
Deutzia crenata là một loài thực vật có hoa trong họ Tú cầu. Loài này được Siebold & Zucc. mô tả khoa học đầu tiên năm 1835.

## Hình ảnh

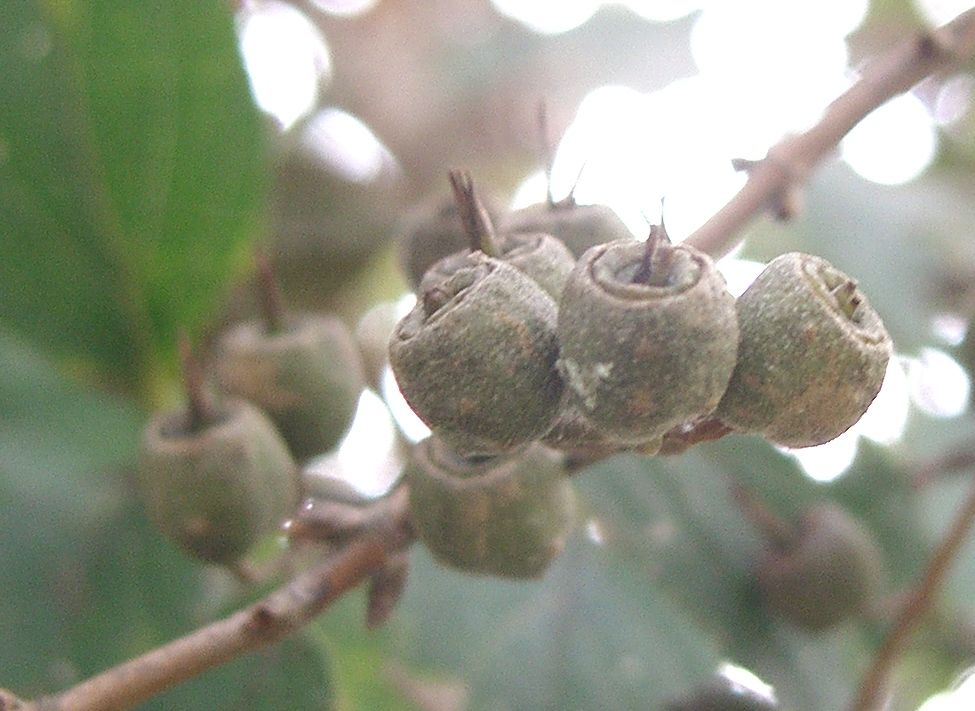
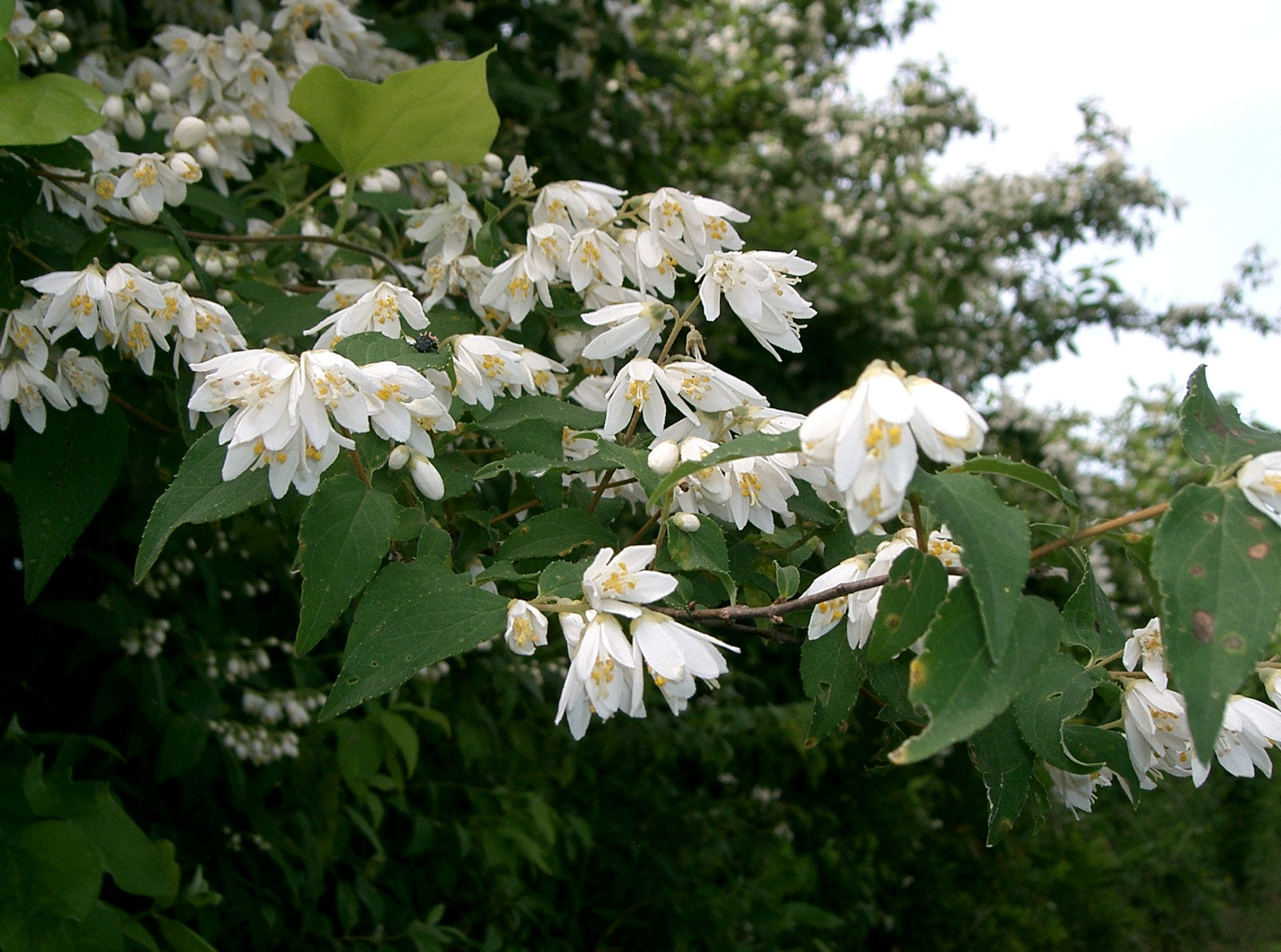
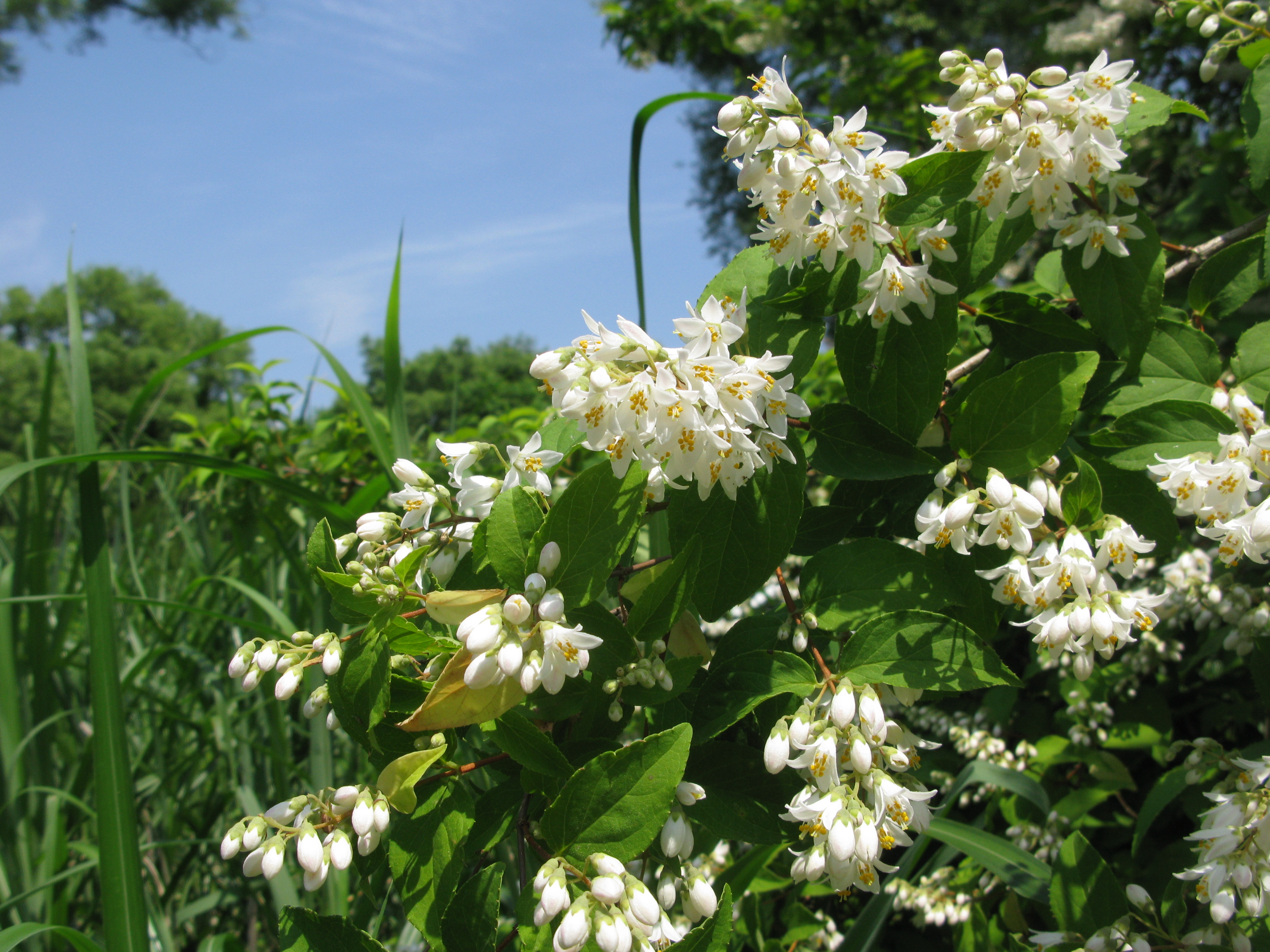
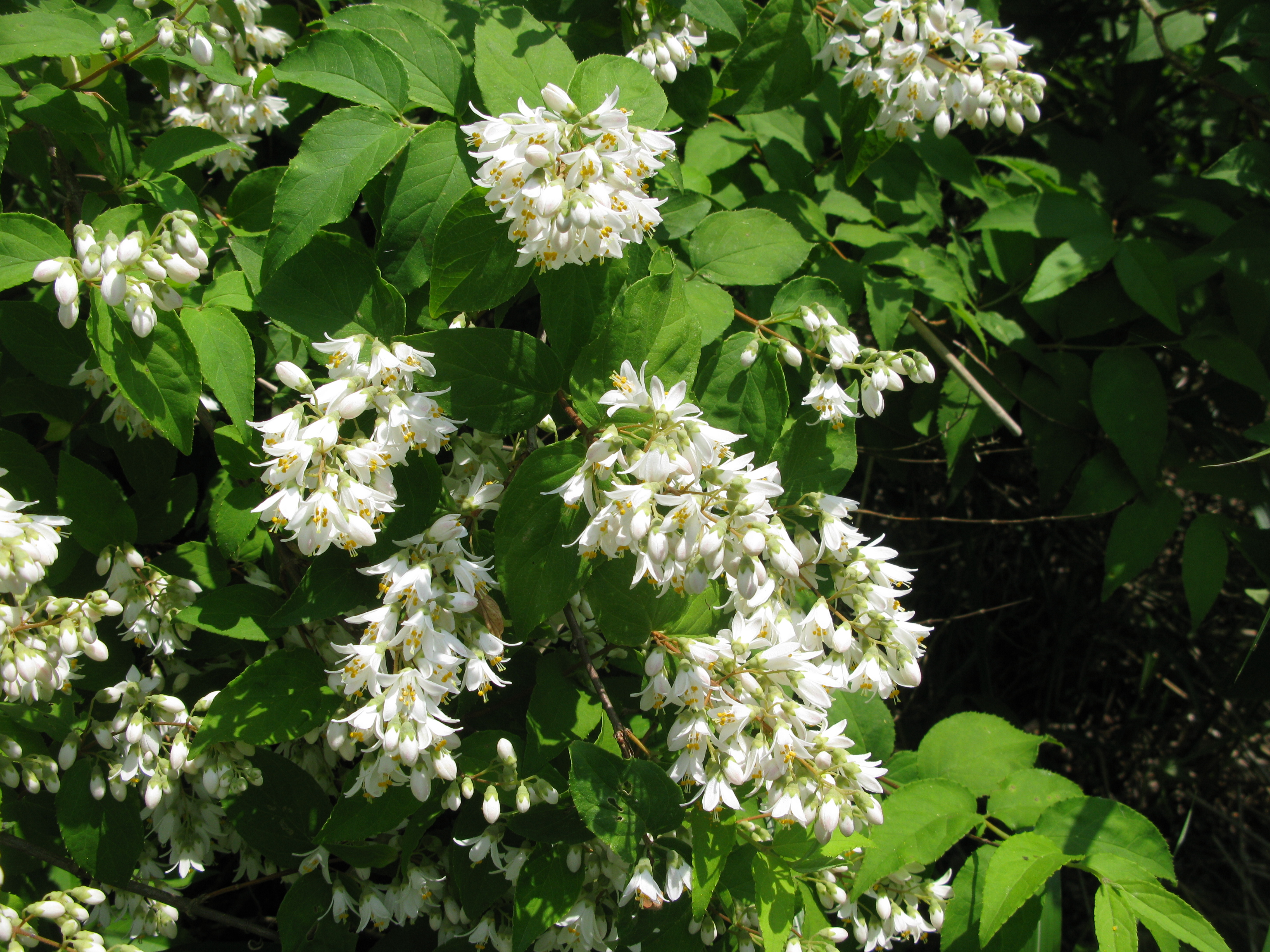